# 半腿袜
半腿袜(英語：Crew socks)，是襪子的一種，顧名思義，袜子在脚踝之上、大约到小腿中間（介於長襪與短襪之間），穿著時包覆一半小腿，大部分是棉質或尼龍製成，一般较厚，作用以保暖为主。
半腿袜不少地區的校服的標準裝備，少數校規規定不分男生或女生搭配學生制服的大多是棉質半腿袜，以深色系（如黑色、深藍色）和白色為主，視校規或校風流行而定。